# I. A třída Brněnského kraje 1956
I. A třída Brněnského kraje 1956 byla jednou ze skupin 4. nejvyšší fotbalové soutěže v Československu. O titul přeborníka Brněnského kraje soutěžilo 12 týmů každý s každým dvoukolově od dubna do listopadu 1956. Tento ročník začal v neděli 1. dubna 1956 a skončil v neděli 11. listopadu téhož roku. Jednalo se o 8. z 11 ročníků soutěže (1949–1959/60).

## Nové týmy v sezoně 1956
- Z Oblastní soutěže 1955 – sk. D (III. liga) sestoupila mužstva DSO Spartak MEZ Židenice a DSO Spartak I. brněnská.
- Ze skupin Krajské soutěže – Brno 1955 (V. liga, I. B třída) postoupila mužstva DSO Jiskra Břeclav (vítěz skupiny A)[3] a DSO Spartak KPS Brno „B“ (vítěz skupiny B).[3][4]

## Konečná tabulka
| Poř. | Tým                          | Z  | V  | R | P  | VG  | OG | B  |
| ---- | ---------------------------- | -- | -- | - | -- | --- | -- | -- |
| 1.   | DSO Spartak Kuřim            | 22 | 20 | 1 | 1  | 103 | 24 | 41 |
| 2.   | DSO Spartak Adamov           | 22 | 10 | 6 | 6  | 56  | 41 | 26 |
| 3.   | DSO Spartak Metra Blansko    | 22 | 9  | 6 | 7  | 43  | 41 | 24 |
| 4.   | DSO Spartak KPS Brno „B“ (N) | 22 | 10 | 3 | 9  | 42  | 44 | 23 |
| 5.   | DSO Spartak Moravská Třebová | 22 | 10 | 3 | 9  | 56  | 60 | 23 |
| 6.   | DSO Spartak MEZ Židenice (S) | 22 | 7  | 6 | 9  | 34  | 39 | 20 |
| 7.   | DSO Spartak Boskovice        | 22 | 7  | 6 | 9  | 33  | 39 | 20 |
| 8.   | DSO Spartak I. brněnská (S)  | 22 | 7  | 5 | 10 | 37  | 42 | 19 |
| 9.   | DSO Jiskra Břeclav (N)       | 22 | 7  | 5 | 10 | 46  | 59 | 19 |
| 10.  | DSO Jiskra Trhárny Ivančice  | 22 | 8  | 2 | 12 | 37  | 59 | 18 |
| 11.  | DSO Spartak ZPS Líšeň        | 22 | 6  | 5 | 11 | 31  | 39 | 17 |
| 12.  | DSO Baník Zbýšov             | 22 | 5  | 4 | 13 | 31  | 62 | 14 |

Poznámky:
- Z = Odehrané zápasy; V = Vítězství; R = Remízy; P = Prohry; VG = Vstřelené góly; OG = Obdržené góly; B = Body; (S) = Mužstvo sestoupivší z vyšší soutěže; (N) = Mužstvo postoupivší z nižší soutěže (nováček)

|  | Postup do Oblastní soutěže 1957/58 – sk. D (III. liga)          |
|  | Sestup do I. B třídy Brněnského kraje 1957/58 – sk. C (V. liga) |